# Louise Coldefy
Pour les articles homonymes, voir Coldefy.
Louise Coldefy, née le 16 mai 1987 à Paris, est une actrice française, connue notamment pour le rôle de Clémentine dans la série Family Business.

## Biographie
Louise Coldefy commence le théâtre comme activité extrascolaire. Après être passée par le conservatoire d’arts dramatiques de Suresnes, elle intègre par le cours Florent de 2003 à 2005, et le Conservatoire en 2010.
Dans les années 2010, elle commence à obtenir des rôles au cinéma et à la télévision. Elle est membre du collectif Yes vous aime entre 2012 et 2016. Elle obtient son premier grand rôle en 2015 dans Arnaud fait son deuxième film d'Arnaud Viard. Dans la série Family Business elle interprète le personnage déjanté de Clémentine,.

## Filmographie
Sauf indication contraire, les informations mentionnées dans cette section peuvent être confirmées par les bases de données cinématographiques IMDb et Allociné,  présentes dans la section « Liens externes ».

### Cinéma
- 2012 : Superstar de Xavier Giannoli : Journaliste
- 2012 : La Vie domestique d'Isabelle Czajka : Mia[4]
- 2013 : La Ritournelle de Marc Fitoussi : La serveuse du restaurant[4]
- 2015 : Arnaud fait son deuxième film d'Arnaud Viard : Gabrielle[7]
- 2015 : Ange et Gabrielle d'Anne Giafferi :  Élodie
- 2016 : Five d'Igor Gotesman : La fille de la concierge[8]
- 2016 : Maman a tort de Marc Fitoussi
- 2017 : Loue-moi ! de  Coline Assous et Virginie Schwartz : Audrey
- 2017 : Sales Gosses de  Frédéric Quiring : Yasmine
- 2018 : Le Gendre de ma vie de François Desagnat : Gabrielle
- 2020 : Les Apparences de Marc Fitoussi : Journaliste
- 2021 : Zaï zaï zaï zaï de François Desagnat : Institutrice
- 2022 : Menteur d'Olivier Baroux : Virginie
- 2022 : Mon héroïne de Noémie Lefort : Juliette
- 2023 : Veuillez nous excuser pour la gêne occasionnée d'Olivier Van Hoofstadt : Sabine
- 2023 : Avant que les flammes ne s'éteignent de Mehdi Fikri : Estelle
- 2024 : Heureux Gagnants de Maxime Govare et Romain Choay : Mathilde
- 2024 : Super Papa de Léa Lando : Mathilde

### Télévision
- 2011 : Kaboul Kitchen (série télévisée) : Constance[4]
- 2012 : Détectives (série TV) : Émilie
- 2018 : Dix pour cent d'Antoine Garceau et Marc Fitoussi : Louise Gallois
- 2019-2021 : Family Business (série Netflix) d'Igor Gotesman : Clémentine[8].
- 2020 : Dérapages de Ziad Doueiri (série TV) : Mathilde Delambre
- 2022 : Mascarade de Nicolas Bedos : Louise Coldefy
- 2024 : Fiasco (série Netflix) d'Igor Gotesman et Pierre Niney : Ludivine
- 2025 : Soleil noir (mini-série Netflix)

### Publicité
- 2006 : Pepsi-Cola

### Web-série
- 2016 : Il revient quand Bertrand ? de Guillaume Crémonèse : Magalie